# 한말숙
한말숙(韓末淑, 1931년 12월 27일 ~ )은 대한민국의 여성 소설가이다.

## 생애
본관은 청주(淸州)이며 경성부 출생이다. 여성 소설가 한무숙의 누이동생이며 가야금 연주가 황병기의 부인이다. 1955년 12월 초, 《신화의 단애》라는 작품으로 소설가 등단하였다.

## 가족 관계
- 증조부 : 한익선(韓益宣)
  - 할아버지 : 한헌(韓{日+憲})
    - 백부 : 한길명(韓吉命)
    - 중부 : 한준명(韓俊命)
    - 아버지: 한석명(韓錫明)
    - 어머니: 인동장씨, 장숙명
      - 오빠: 한복(韓宓) - 한길명에게 입양됨
      - 언니: 한무숙
      - 남편: 황병기
        - 장남: 황준묵

## 인간 관계
- 숙명여자고등학교 동창인 소설가 박완서와 절친한 친구 관계를 유지하였다. 참고로 여담이지만 박완서, 한말숙 둘의 숙명여고보 시절 은사는 소설가 박노갑(朴魯甲, 1905년 ~ 1951년, 아호는 도촌(島村))이다.

## 학력
- 숙명여자고등보통학교 졸업
- 서울대학교 언어학과 학사